# Upplands runinskrifter 12
Upplands runinskrifter 12 är en nu försvunnen vikingatida berghäll i Bona, Munsö socken och Ekerö kommun. Johan Hadorph rapporterade på 1600-talet att ristningen fanns i "en förbränd häll" och att endast en del av ristningen var läslig. Stenen är försvunnen och troligen helt förstörd.

## Inskriften
Translitterering av runraden:
[--uikriþ × lit × rista unaʀ · at × ...ti(ʀ) instfau r]
Normalisering till runsvenska:
''--uikriþ let rista runaʀ at ... instfau ...
Översättning till nusvenska:
... lät rista runor efter ...